# Száll a kakukk fészkére (regény)
A Száll a kakukk fészkére (One Flew Over the Cuckoo's Nest) Ken Kesey amerikai író 1962-ben megjelent regénye. A műben Kesey veteránkórházi munkatapasztalatait írta meg. A regény 1959-ben készült el, de csak 1962-ben látott napvilágot. Többek között szexuális tartalma miatt nagy vihart kavart, de ma már a legjobb amerikai irodalmi művek között tartják számon. A regény magyarul először Bartos Tibor fordításában jelent meg az Európa Könyvkiadó Modern Könyvtár című sorozatában, 1972-ben.

## Cselekmény
A regény elbeszélője, Bromdem, avagy Serteperte Főnök, a félvér indián, aki már régóta elmegyógyintézetben él, és már évek óta süketnémának tetteti magát. Az „Intézet”ben a fasiszta diktátorokat megszégyenítő kegyetlenséggel a Főnéni uralkodik az Osztály elmebetegei felett. A nagyon különböző egyéniségű ápoltak engedelmesen belesimulnak a Házirend és a Ratched nővér megszabta keretekbe. Amikor Randle Patrick McMurphy megérkezik hozzájuk – akit egy büntetés-végrehajtó intézetből szállítottak az elmegyógyintézetbe –, megváltozik a helyzet. A csavargó hamar az ápoltak hangadójává válik, így az Osztályon egy kiválóan működő diktatúra gépezetében pillanatnyi zavarok keletkeznek. A csavargó nemcsak a saját sorsával törődik, hanem érdekli, hogyan bánnak a többiekkel. Ő maga egy pillanatra sem alkuszik meg, folyamatosan provokálja a Főnénit, lázadást szít az embertelen diktatúra ellen. Egy időre sikerül is felráznia az apatikus, vegetáló szerencsétleneket. Közben a regény elbeszélője is megszólal, az élete újra értelmet nyer McMurphy hatására.
A kilátástalannak tűnő harc során a betegek szempontjából apró győzelmek és vereségek váltják egymást. A Főnéni egy – a betegek számára szervezett – kollektív hajókirándulás után zárt osztályra csukatja McMurphyt és Serteperte Főnököt. Elektrosokkos kezeléssel igyekeznek megtörni őket sikertelenül, idővel visszakerülnek az osztályra.
Az osztályra becsempésznek a betegek két örömlányt, beavatják az ügyeletes ápolót, és nagy iszogatás, szórakozás veszi kezdetét egészen hajnalig, amikor lebuknak. A Főnéni szemrehányást tesz, és megfenyegeti az egyik félénk, dadogós beteget (Billyt), hogy elárulja a tettét elnyomó anyjának. Beküldi az orvosi szobába, beszélgetésre, de Billy várakozás helyett talál egy szikét a szobában, amivel elvágja a torkát. A Főnéni McMurphyt hibáztatja az öngyilkosságért, aki ezért rátámad a Főnénire, és letépi róla a ruhát, szorongatja.
Bosszúból a Főnéni elintézi, hogy McMurphyn lobotómiát végezzenek. (Kivágva agya egyik részét, vegetáló élőhalottá változtatják.)
A regény elbeszélője, Bromdem úgy érzi, nem méltó McMurphynek így élnie tovább, hogy a Főnéni évtizedekig mutogathatja majd a testét tanulságul: "így jár, aki ellenkezik". Valamint, ha McMurphy tudatánál lenne, ő sem akarná ezt a legkevésbé sem, ezért Bromdem "felszabadítja": egy párnával megfojtja, ezután McMurphy által eltanult dolgoktól megerősödve meg tud szökni az intézetből.

## Magyarul
- Száll a kakukk fészkére; ford. Bartos Tibor, utószó Sarbu Aladár; Európa, Bp., 1972 (Modern könyvtár)

## Filmváltozat
1975-ben azonos címmel Oscar-díjas film készült belőle Miloš Forman rendezésében.